# Mustafa Uğurlu
Mustafa Uğurlu (Karaman, 25 novembre 1955) è un attore turco.

## Biografia
Nato nel 1955 a Karaman (Turchia) da padre ufficiale sanitario e da madre casalinga di Çorum, Mustafa Uğurlu ha avuto un fratello maggiore, Ahmet, anche lui attore (venuto a mancare nel 2024 a causa del cancro). All'età di due anni si è trasferito con la sua famiglia da Konya a Bursa a causa del lavoro del padre. Dopo aver completato l'istruzione primaria, secondaria e superiore a Bursa, nel 1978 ha iniziato a lavorare presso i teatri statali. Nel 1993 ha compiuto il suo esordio televisivo con un ruolo nella serie Rıza Beyler. Nel 1995 si è recato in Inghilterra, dove ha lavorato presso il Movement Theatre. Una volta rientrato in Turchia ha continuato a recitare in televisione, al cinema e nei teatri statali di Bursa, Ankara e Istanbul.

## Filmografia

### Cinema
- Il rompiscatole (The Cable Guy), regia di Ben Stiller (1996)
- Ağır Roman, regia di Mustafa Altıoklar (1997)
- Asansör, regia di Mustafa Altıoklar (1999)
- Kolay Para, regia di Ercan Durmuş e Hakan Haksun (2002)
- Fango (Çamur), regia di Derviş Zaim (2003)
- Adalet Oyunu, regia di Mahur Özmen e Ali Özuyar (2011)
- Gitme Baba, regia di Ahmet Sönmez (2013)
- Rüzgarın Hatıraları, regia di Özcan Alper (2015)
- Uzaklarda Arama, regia di Türkan Soray (2015)

### Televisione
- Rıza Beyler – serie TV (1993)
- Melek Apartmanı – serie TV (1995)
- Cafe Casablanca – serie TV (1997)
- Zor Hedef – serie TV, 4 episodi (2002)
- Bir Dilim Aşk – serie TV, 18 episodi (2004-2005)
- Yürek Çığlığı, regia di Cem Akyoldaş – film TV (2005)
- Masum Değiliz – serie TV (2005)
- Anadolu Kaplanı – serie TV (2006)
- Kader – serie TV, 13 episodi (2007)
- Kirli Beyaz – serie TV (2010-2011)
- Bir Zamanlar Osmanlı – serie TV (2012)
- Çıplak Gerçek – serie TV (2012)
- Galip Derviş – serie TV, 1 episodio (2013)
- İşler Güçler – serie TV, 1 episodio (2013)
- Düşler ve Umutlar – serie TV (2014)
- Milat – serie TV, 10 episodi (2015)
- İçerde – serie TV, 37 episodi (2016-2017)
- Babamın Günahları – serie TV, 4 episodi (2018)
- Bir Deli Rüzgar – serie TV, 6 episodi (2018)
- Çarpışma – serie TV, 17 episodi (2018-2019)
- Seni Çok Bekledim – serie TV, 13 episodi (2021)
- Tradimento (Aldatmak) – serie TV, 71 episodi (2022-2024)
- Shahmaran (Şahmaran) – serie TV, 13 episodi (2023-2024)

### Cortometraggi
- The Jungle, regia di Onur Saylak e Doğu Yaşar Akal (2015)
- Orada, regia di Zeynep Köprülü (2020)

## Teatro

### Attore
- Mustafa di Orhan Asena, presso il teatro statale di Bursa (1982)
- Düşüş di Nahid Sırrı Örik e Kemal Bekir, presso il teatro statale di Istanbul (1984)
- Lysistrata di Aristofane, presso il teatro statale di Istanbul (1984)
- Nalınlar di Necati Cumalı, presso il teatro statale di Ankara (1986)
- Bunu Yapan İki Kişi di Refik Erduran e Tülay Güngör, presso il teatro statale di Ankara (1989)
- Vatan Diye Diye di Namık Kemal e Necati Cumalı, presso il teatro statale di Ankara (1990)
- Barbaros Hayrettin di Fazıl Hayati Çorbacıoğlu, presso il teatro statale di Ankara (1991)
- Ayla Öğretmen di Orhan Asena, presso il teatro statale di Ankara (1991)
- Gürültülü Patırtılı Bir Hikaye di Savaş Dinçel, presso il teatro statale di Ankara (1993)
- Kuğular Şarkı Söylemez di Ferdi Merter, presso il teatro statale di Ankara (1995)
- Ateşle Oynayan di Nihat Asyalı, presso il teatro statale di Ankara (1997)
- Gılgameş di Anonim-Zeynep Avcı, presso il teatro statale di Ankara (1998)
- Haydutlar di Friedrich Schiller, presso il teatro statale di Istanbul (2000)
- Bu Bir Rüyadır di Nazım Hikmet, presso il teatro statale di Istanbul (2001)
- Kral Lear di William Shakespeare, presso il teatro statale di Istanbul (2002)
- Sersemler Evi di Toby Wilsher, presso il teatro statale di Istanbul (2005)
- Bahar Noktası di William Shakespeare, presso il teatro statale di Istanbul (2006)
- Sokrates'in Son Gecesi di Stefan Tsanev, presso il teatro statale di Istanbul (2008)

### Regista
- Mustafa di Orhan Asena, presso il teatro statale di Adana (1985)
- Tılsım di Mehmet Tayfun Orhon, presso il teatro statale di Adana (1987)
- Nikah Kağıdı di Ephraim Kishon, presso il teatro statale di Ankara (1996)

## Doppiatori italiani
Nelle versioni in italiano dei suoi film e delle sue serie TV, Mustafa Uğurlu è stato doppiato da:
- Ennio Coltorti[15] in Fango[16]
- Maurizio Reti[17] in Shahmaran[18]
- Alberto Bognanni[19] in Tradimento[20]

## Riconoscimenti
- Antalya Golden Orange Film Festival
  - 1998: Vincitore come Miglior attore non protagonista per il film Ağır Roman
- Turkish Film Critics Association (SIYAD) Awards
  - 1998: Candidato come Miglior attore non protagonista per il film Ağır Roman
  - 2003: Candidato come Miglior attore per il film Fango (Çamur)
  - 2015: Candidato come Miglior attore non protagonista per il film Rüzgarın Hatıraları